# Нолан, Тед
Тед Нолан (англ. Ted Nolan; род. 7 апреля 1958, Су-Сент-Мари, Онтарио) — канадский хоккеист. В последнее время выступал тренером клуба НХЛ «Баффало Сейбрз».

## Карьера

### Хоккеиста
В качестве хоккеиста выступал много лет в фарм-командах клуба НХЛ Детройт Ред Уингз. За основную состав «красных крыльев» провел два сезона. Много лет выступал в АХЛ за «Адирондак Ред Уингз», «Рочестер Американс» (в этом клубе Нолан был капитаном) и «Балтимор Скипджекс». Завершал свою карьеру в клубе НХЛ «Питтсбург Пингвинз».

### Тренера
Начинал свою карьеру в команде юниорской канадской лиги «Су-Сент-Мари Грейхаундз», которую он тренрировал в течение нескольких лет.
В 1994—1995 году был помощником в клубе НХЛ «Хартфорд Уэйлерс». В следующем сезоне молодой тренер возглавил «Баффало Сейбрз». В своем втором сезоне в качестве главного тренера НХЛ Нолан сенсационно привел свой клуб к победе в Северо-восточном дивизионе. Это был первый подобный титул «Клинков» с 1981 года. По окончании сезона Тед Нолан был признан лучшим тренером лиги и получил «Джек Адамс Эворд». Однако вскоре он был уволен из клуба. По слухам, Нолана освободили от должности главного тренера команды из-за конфликта с лидером команды вратарем Домиником Гашеком.
После этого Нолан в течение нескольких лет не занимался активной тренерской деятельностью. В 2005 году он мог стать главным тренером сборной Израиля, однако назначение сорвалось. Лишь через год он возглавил «Нью-Йорк Айлендерс», однако после двух сезонов он покинул свой пост.
В 2011 году Нолан возглавил сборную Латвии. Специалист возглавлял её на 3
Чемпионатах мира. В 2013 году Нолан вывел латышей на Олимпийские игры в Сочи. Там сборная дошла до 1/4 финала, где в упорной борьбе уступила будущим Олимпийским чемпионам канадцам. Успешная работа с Латвией помогла Нолану вернуться в НХЛ, где он во второй раз в жизни возглавил «Баффало Сейбрз».
12 апреля 2015 года Нолан уволен с поста тренера.

## Достижения
Как тренер
Обладатель Джек Адамс Эворд: 1997
Как генеральный менеджер
Обладатель Морис Фильон Трофи: 2006